# 藍虹
藍虹（Lan Hong，1919年－），籍貫：福建省，原名：張鐵生，活躍於20世紀30年代末期至50年代初期的香港電影演員。胞兄是張瑛。華仁書院畢業，喜歡到香港島「七姊妹華人游泳會」游泳，擁有健碩的身型。20歲入電影圈，銀幕處男作是粵語片《火燒石室（梁天來告御狀）》（1939年11月24日香港公映，飾演梁天來兒子），息影作國語文藝片《薔薇處處開》。

## 外部連結
- 香港電影資料館有關藍虹（張鐵生）參演電影的記錄[永久]